# Fara (gmina Kostel)
Fara – wieś w Słowenii, w gminie Kostel. W 2018 roku liczyła 32 mieszkańców.